# 赵忠 (东汉)
趙忠（138年—189年），冀州安平人，東漢靈帝時期“十常侍”之一。

## 生平

### 早年
趙忠早年就成為宦官，桓帝時期便成為小黃門。永興元年（153年），趙忠父親逝世，棺木運回安平，但因為葬禮違反法令，屍體竟佩帶金縷玉衣，因此冀州刺史朱穆派人前往調查，挖開墳墓，劈棺驗屍。桓帝聽聞之後大怒，把朱穆收押至左校。延熹二年（159年），趙忠以誅殺梁冀為名受封鄉侯。靈帝即位時更加封趙忠為中常侍，封列侯，對趙忠更加寵信，甚至在熹平元年（172年），竇太后逝世時，讓趙忠主持朝會。光和四年(181年)，大長秋曹節逝世，於是趙忠代領大長秋，聲勢更振。

### 封侯貴寵
漢靈帝時期，趙忠的權力達到了巔峰，靈帝甚至說過：「張讓是我父，趙忠是我母。」諸多大臣上書斥責宦官專權，大多被趙忠害死，如呂強、張鈞等。中平三年（186年）甚至出任車騎將軍。趙忠不但建議漢靈帝徵收「修宮捐」等苛捐雜稅，其宅邸也是蓋得逾越禮制。，對當時東漢政局造成極大的破壞，可說是促使黃巾之亂等民變大量發生的主因之一。

### 死亡
中平六年（189年），漢靈帝駕崩，大將軍何進和上軍校衛蹇碩爆發戚宦之爭，趙忠等人站在何進一邊，於是何進順利捕殺蹇碩。但後來何進把苗頭對準了趙忠等人，於是趙忠等人反擊，趁何進入宮時誅殺何進，並矯詔任命親近宦官的許相為司隸校尉，樊陵為河南尹。何進的部屬們不遵從這樣的安排，便在袁紹的率領下闖入南宮，趙忠也在朱雀門下被捕殺而死。

## 親屬
- 大弟：趙延
- 幼弟：趙淳，與何皇后及上軍司馬潘隱相善交好，官兵入宮誅剿權宦黨羽時，與潘隱隨侍何皇后身旁得以倖免。
- 從弟：趙苞，『忠孝難雙全』典故的主人公，恥為與權宦趙忠同宗而不與往來，拜為遼西太守時，母親及妻子為鮮卑所擄，雖終平寇虜，但因母、妻俱亡，悲痛嘔血而亡。

## 评价
- 范曄《后汉书》：「是时，让、忠及夏恽、郭胜、孙璋、毕岚、栗嵩、段珪、高望、张恭、韩悝、宋典十二人，皆为中常侍，封侯贵宠，父兄子弟布列州郡，所在贪贱，为人蠹害。」「自古丧大业绝宗禋者，其所渐有由矣。三代以嬖色取祸，嬴氏以奢虐致灾，西京自外戚失祚，东都缘阉尹倾国。成败之来，先史商之久矣。至于衅起宦夫，其略犹或可言。何者？刑余之丑，理谢全生，声荣无辉于门阀，肌肤莫传于来体，推情未鉴其敝，即事易以取信，加渐染朝事，颇识典物，故少主凭谨旧之庸，女君资出内之命，顾访无猜惮之心，恩狎有可悦之色。亦有忠厚平端，怀术纠邪；或敏才给对，饰巧乱实；或借誉贞良，先时荐誉。非直苟恣凶德，止于暴横而已。然莫邪并行，情貌相越，故能回惑昏幼，迷瞀视听，盖亦有其理焉。诈利既滋，朋徒日广，直臣抗议，必漏先言之间，至戚发愤，方启专夺之隙，斯忠贤所以智屈，社稷故其为墟。《易》曰：『履霜坚冰至。』云所从来久矣。今迹其所以，亦岂一朝一夕哉！」「任失无小，过用则违。况乃巷职，远参天机。舞文巧态，作惠作威。凶家害国，夫岂异归！」
- 张钧：「窃惟张角所以能兴兵作乱，万人所以乐附之者，其源皆由十常侍多放父兄、子弟、婚亲、宾客典据州郡，辜榷财利，侵掠百姓，百姓之冤无所告诉，故谋议不轨，聚为盗贼。宜斩十常侍，县头南郊，以谢百姓，又遣使者布告天下，可不须师旅，而大寇自消。」
- 张津：「黄门常侍权重日久。」

## 登場作品
- 蒼天航路（王欣太）
- 終極三國（薛志正）